# Ray Conniff
Ray Conniff, właśc. Joseph Raymond Conniff (ur. 6 listopada 1916 w Attleboro, Massachusetts, zm. 12 października 2002 w Escondido, Kalifornia) – amerykański puzonista, aranżer, kompozytor i bandlider.
Uczył się w Juilliard School of Music w Nowym Jorku. W l. 1936-40 współpracował z Danem Murphy, Hankiem Biaginim, Bunny Beriganem, Bobem Crosby, Artie Shawem, Harrym Jamesem. Wiosną 1941 założył własny 8-osobowy zespół wokalny śpiewający w technice scat. W 1959 grupa liczyła już 25 głosów (12 żeńskich i 13 męskich) i nosiła nazwę The Ray Conniff Singers. Szczególną popularność zdobył w l. 50. i 60. XX w. Nagrywał znane tematy filmowe, evergreeny i przeboje z repertuaru innych wykonawców.
Najpopularniejsze nagrania: Band of Gold, Blue Moon, Somebody Loves Me, Lara’s Theme (Somewhere My Love).

## Wybrana dyskografia
- ‘S. Wonderful! (1957)
- Concert in Rhythm (1958)
- Hollywood in Rhythm (1959)
- Young at Heart (1960)
- Somebody Loves Me (1961)
- Rhapsody in Rhythm (1962)
- The Happy Beat (1963)
- Invisible Tears (1964)
- Happiness Is (1966)
- This Is My Song (1967)
- Honey (1968)
- I Love How You Love Me (1969)
- Love Story (1971)
- Evergreens (1973)
- Amor, Amor (1984)
- Always In My Heart (1988)